# Zájmové sdružení právnických osob Železnobrodsko
Zájmové sdružení právnických osob Železnobrodsko je zájmové sdružení právnických osob v okresu Jablonec nad Nisou, jeho sídlem je Bratříkov a jeho cílem je vzájemná spolupráce a koordinace činností v oblasti rozvoje regionu. Sdružuje celkem 5 obcí a bylo založeno v roce 1999.

## Obce sdružené v mikroregionu
- Držkov
- Maršovice
- Pěnčín
- Skuhrov
- Zásada